# 岩船郡
岩船郡（日语：／ Iwafune gun */?）在歷史上曾經出現過兩次：
1. 越後國的郡。
2. 新潟縣的郡。人口47,597人、面積1,341.59平方公里。（2005年4月1日）

目前新潟縣的岩船郡管轄有以下2村：
- 粟島浦村
- 關川村

以下為2008年4月1日併入村上市的町村：
- 荒川町
- 山北町
- 朝日村
- 神林村 (新潟縣)